# Temenos
Temenos (fra gr. τέμενος, af det græske verbum τέμνω, 'at skære', flertal: τεμένη, temene) betegner et afgrænset område omkring et tempel. Det blev oprindeligt anvendt om græske templer, men inden arkæologien bruges begrebet også om området omkring romerske templer.
Temenos var normalt afgrænset af en mur. Området var hellig grund; det kan sammenlignes med indviet jord omgivet af en kirkegårdsmur. Årsagen til at man etablerede et sådant domæne var ikke blot for at skabe en buffer mellem den ordinære verden og templet. Alteret var placeret uden for de græske templer, hvilket nødvendiggjorde et afgrænset område, som omfattede dette for at forhindre skænding af det. 
Fredløse og efterlyste kunne i en del tilfælde få asyl inden for temenos, fordi det blev anset som en krænkelse mod guddommen at pågribe nogen der. Dette var dog ikke nogen absolut regel, og det fortælles i klassisk litteratur om et tilfælde, hvor en person lagde hænderne på alteret og dermed påberåbte sig asyl, hvilket blev besvaret med, at hænderne blev hugget af, og resten af personen kunne føres bort.
| Religion | Spire Denne religionsartikel er en spire som bør udbygges. Du er velkommen til at hjælpe Wikipedia ved at udvide den. |